# 亚历杭德罗·莫罗·卡尼亚斯
亚历杭德罗·莫罗·卡尼亚斯（西班牙語：Alejandro Moro Cañas；2000年12月7日—）是一名西班牙男網球運動員，他在2024年8月26日取得個人單打排名新高的142名，而最高雙打排名則是419名，在2023年7月17日取得。

## 職業生涯
2024年BMW网球公开赛，排名240的莫罗·卡尼亚斯擊敗了前世界第3的多米尼克·蒂姆，取得ATP巡迴賽首勝。
他首次庭加大滿貫是2024年温布尔登网球锦标赛，透過資格賽勝出方式進入。他在資格賽最後一輪因為對手達米爾·德祖赫退賽而晉級至會內賽。

## 巡迴賽決賽及冠軍
下述資訊一概出自ATP Tour官方網站的記載。

### 單打
| 賽事          |
| ------------- |
| 大滿貫 (0)    |
| ATP大師賽 (0) |
| ATP巡迴賽 (0) |
| 挑戰賽 (1)    |

| 賽果 | 日期      | 類型   | 巡迴賽       | 地面 | 對手              | 比分               |
| ---- | --------- | ------ | ------------ | ---- | ----------------- | ------------------ |
| 冠軍 | 2024年4月 | 挑戰賽 | 意大利羅馬   | 泥地 | 維柳斯·高巴斯     | 7–5, 6–3           |
| 負   | 2024年8月 | 挑戰賽 | 葡萄牙波爾圖 | 硬地 | 奥古斯特·霍姆格伦 | 6–7(3–7), 6–7(6–8) |

## 外部連結
- 亚历杭德罗·莫罗·卡尼亚斯（英文/西班牙文）的官方資料
- 亚历杭德罗·莫罗·卡尼亚斯的官方资料